# Деслох
Деслох (нем. Desloch) — община в Германии, в земле Рейнланд-Пфальц. 
Входит в состав района Бад-Кройцнах. Подчиняется управлению Майзенхайм.  Население составляет 381 человек (на 31 декабря 2010 года). Занимает площадь 6,37 км².